# 1910年巴黎水災
1910年巴黎水災（法語：Crue de la Seine de 1910），是由於1910年初暴雨使塞纳河河水急速上漲，水位比正常時期高出8米，導致法國巴黎發生水災。

## 過程

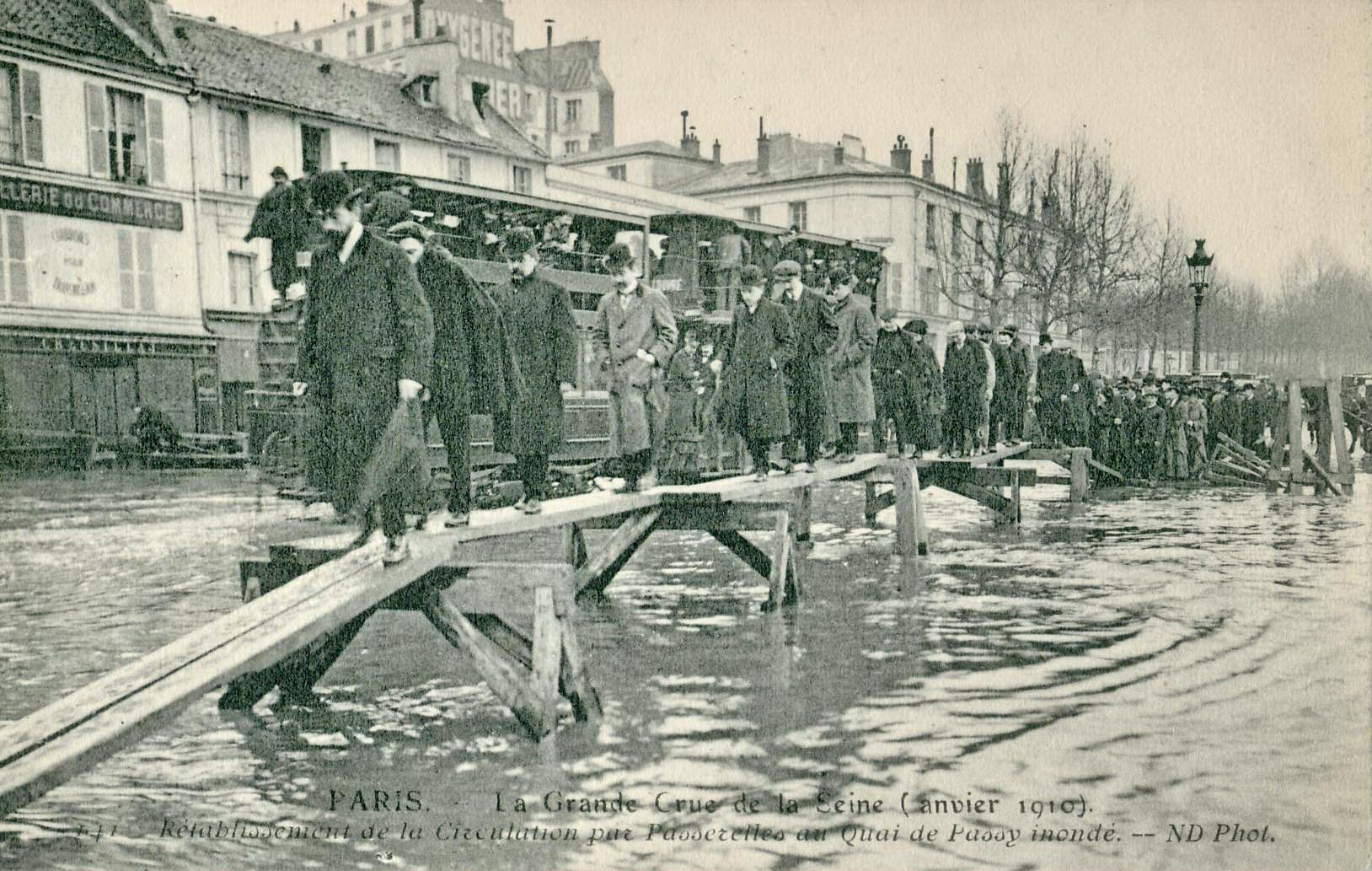
水災期間情況

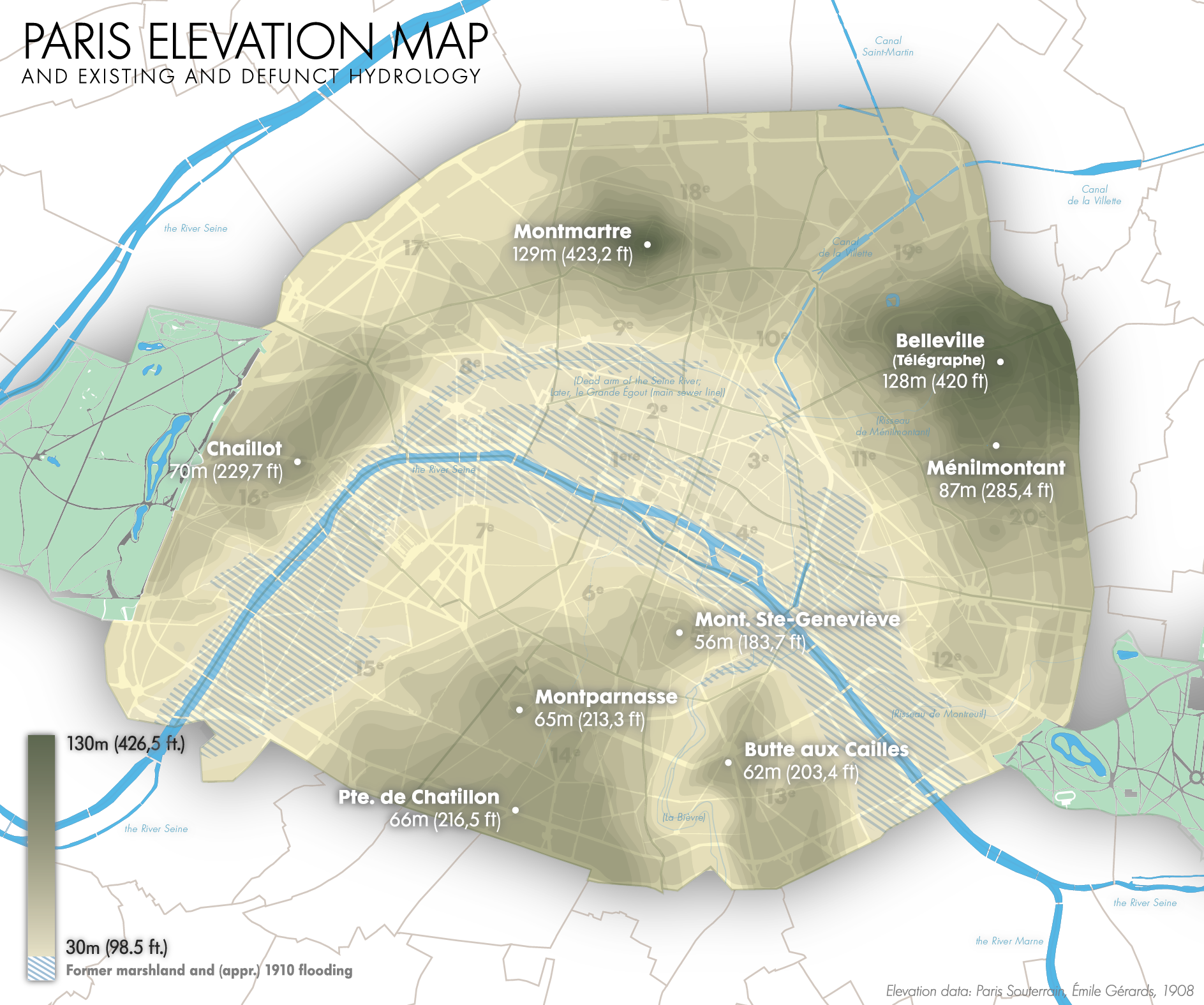
藍色地區代表巴黎出現水災地區

在1909至1910年冬季，巴黎及其周邊地區的降雨量比正常時高出很多，大量降水流進河流。由於塞納河水位在12月上升了又下降，使巴黎居民有一種虛假安全感，繼續日常生活。因此，他們大部分人都忽略上游發生泥石流和洪水的報告。接著河流流速比平時快，且伴隨雜物出現，有些人還去觀賞河流水位上升。1月底河水終於進入巴黎街道和地底，迫使地鐵停運，水上交通中斷。剛開始時當地報紙還稱巴黎為威尼斯，使人們忽略其危險性。1月21日，巴黎街上的時鐘全部停擺，公共照明和電力亦中斷，電話和電梯亦中斷服務，四個火車站被迫停運。1910年1月28日塞納河水在奧斯特利茨橋上得到的水位是8.62米，整個巴黎有超過2萬棟建築物受災，數以千計市民被撤離。這時人們需要划船來往各水災區域，政府亦派人搭建臨時木橋使市民能夠在受災街區行走。
水災導致超過4億法国法郎損失，相等於2016年的150億美元，水災情況持續了近一個月，共約40萬人受災，但未傳出有人死亡的消息。當局曾擔心因為水災會導致疾病散播出現。塞納河水位最終在3月才回復正常水平，而8.62米高的水位是有紀錄以來的最高點。

## 流行文化
動画電影《巴黎魅影》便是以1910年巴黎水災為背景。